# 鍋島直條
鍋島 直條（なべしま なおえだ）は、肥前鹿島藩の第4代藩主。

## 生涯
承応4年（1655年）2月2日、第3代藩主・鍋島直朝の三男として常広城本丸で生まれる。幼少時から聡明であり、特に文学に秀でたという。寛文12年（1672年）12月9日、父の隠居により家督を継いだ。文芸への造詣が深く、林信篤と交流し、参勤交代のたび、林家で催される詩会に参加していた。中でも人見竹洞とは昵懇の関係であった。自らも「休々集」「鹿島志」「花頂山記」「蒙山和歌集」など、多くの著作を残している。
反面、当時の鹿島は特に主だった産業も資源もないのに、直條の時代から他の藩と同じように幕府の公役負担が課せられて財政難となり、本家の佐賀藩からたびたび援助を受けるようになったという。宝永2年（1705年）4月29日に江戸で死去した。享年51。跡を五男の直堅が継いだ。

## 系譜
父母
- 鍋島直朝（父）

正室、継室
- 於千代、宝善院 ー 鍋島光茂の養女、鍋島直澄の娘（正室）
- 於野津、蓮清院 ー 中野氏（継室）

子女
- 鍋島朝英（長男）
- 鍋島茂之（四男）
- 鍋島直堅（五男）生母は蓮清院（継室）
- 鍋島堅武（七男）
- 鍋島茂之室